# Reprezentacja Walii w piłce siatkowej mężczyzn
Reprezentacja Walii w piłce siatkowej mężczyzn to narodowa reprezentacja tego kraju, reprezentująca go na arenie międzynarodowej. Na razie nie wystąpiła na Mistrzostwach Świata.

## Rozgrywki międzynarodowe
Mistrzostwa Europy Małych Państw:
- 2000 -  8. miejsce
- 2002 - 2019 - nie brała udziału